# Коржівська сільська рада (Немирівський район)
| Коржівська сільська рада — колишній орган місцевого самоврядування у Немирівському районі Вінницької області з адміністративним центром у с. Коржівка. Сільській раді були підпорядковані населені пункти: - с. Коржівка - с. Городниця - с-ще Коржів |

## Склад ради
Рада складалася з 12 депутатів та голови.

## Керівний склад сільської ради
| ПІБ                        | Основні відомості                                            | Дата обрання | Дата звільнення |
| -------------------------- | ------------------------------------------------------------ | ------------ | --------------- |
| Войтенко Лариса Михайлівна | Сільський голова, 1968 року народження, освіта, позапартійна | 26.03.2006   | 31.10.2010      |
| Войтенко Лариса Михайлівна | Сільський голова, 1968 року народження, освіта вища          | 31.10.2010   |                 |

Примітка: таблиця складена за даними джерела